# 파슈파티나트 사원

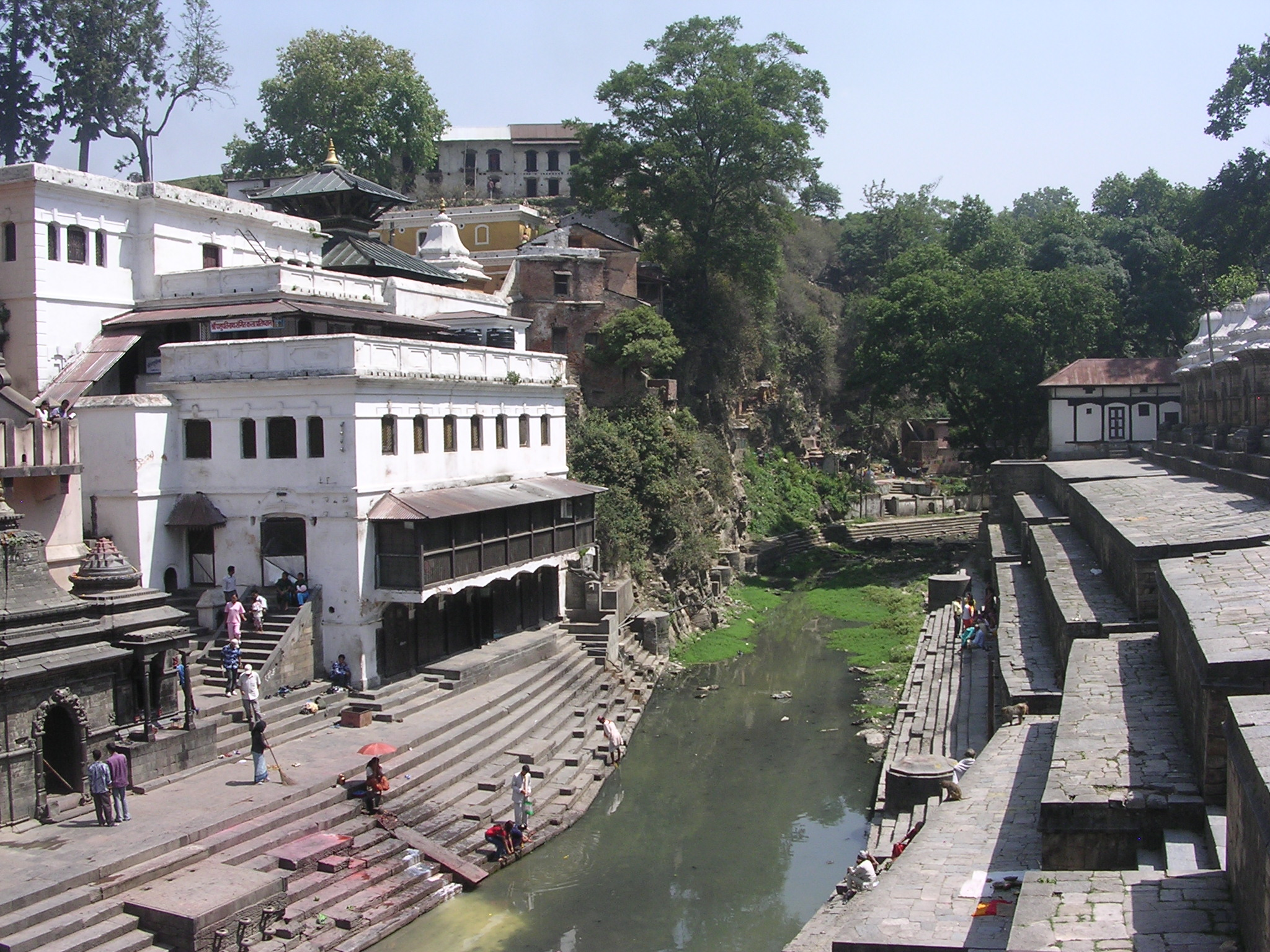
파슈파티나트 사원

파슈파티나트 사원(네팔어: पशुपतिनाथ मन्दिर)은 네팔의 수도인 카트만두 동쪽 바그마티 강변에 있는 힌두 사원이다. 세계에서도 가장 신성한 시바신의 사원이어서 매일 세계 각지에서 온 수천의 힌두신자들이 찾고 있으며, "시바라티" 또는 '시바신의 밤'이라고 불리는 의식 때는 수 만명의 순례자들이 이곳을 찾는다.
파슈파티나트 사원은 네팔 주민에게도 종교적으로나 문화적으로 일상생활의 중요한 부분이라고 할 수 있다. 수 천의 주민이 이곳을 방문하여 시바신으로부터 축복을 받으며 하루를 시작하고 있다. 또 파슈파티나트 사원과 바그마티 강변에 있는 아랴 갓은 화장장으로 이용되고 있다.

## 역사
사원의 정확한 건축 날짜는 알려져 있지 않지만, 현재 사원의 모습은 서기 1692년에 건축되었다. 시간이 흐르면서 2층 사원을 둘러싸고 여러 사원이 더 건설되었으며, 이 중에는 14세기의 라마 사원이 포함된 바이슈나브 사원 단지와 11세기의 원고에서 언급된 구히에슈바리 사원이 있다.
파슈파티나트 사원은 카트만두에서 가장 오래된 힌두교 사원이다. 정확히 언제 파슈파티나트 사원이 건설되었는지는 알려지지 않았다. 그러나 네팔 마하트마예와 히마트한다에 따르면, 이곳의 신성은 파슈파티로서 큰 유명세를 얻었다고 한다. 기록된 가장 오래된 사원은 서기 400년경으로 거슬러 올라간다. 장식된 파고다에는 시바의 링가가 보관되어 있다. 이곳에 아록 파슈파티나트 사원이 어떻게 생겨났는지를 설명하는 여러 전설이 있다.
한 전설에 따르면, 시바와 파르바티가 바그마티 강 동쪽 숲에서 영양의 모습으로 변신했다고 한다. 나중에 신들이 그를 따라잡아 그의 뿔 중 하나를 잡아 신성한 모습으로 돌아가게 했다고 한다. 부러진 뿔은 린가로 숭배되었지만, 시간이 지나면서 땅에 묻혀 잃어버리게 되었다. 수세기 후, 한 목동이 자기 소 중 하나가 땅에 우유를 쏟고 있음을 발견하고 그 자리를 파헤쳐 신성한 파슈파티나트의 링가를 발견했다.
고팔라드주 알록 바투에 따르면, 사원은 리차비 왕 프라찬다 데바에 의해 건축되었다. 다른 연대기에서는 파슈파티나트 사원이 링가 형태의 데발라이 형태였으며, 수푸스파 데바가 그 자리에 5층짜리 파슈파티나트 사원을 지었다고 한다. 시간이 지나면서 사원은 수리가 필요하게 되었다. 중세의 왕 시바데바(서기 1099-1126년)가 이 사원을 재건축했다고 알려져 있다. 그는 또한 아난타 말라에 의해 개조되었으며, 그는 사원에 지붕을 추가했다.

파슈파티나트 사원
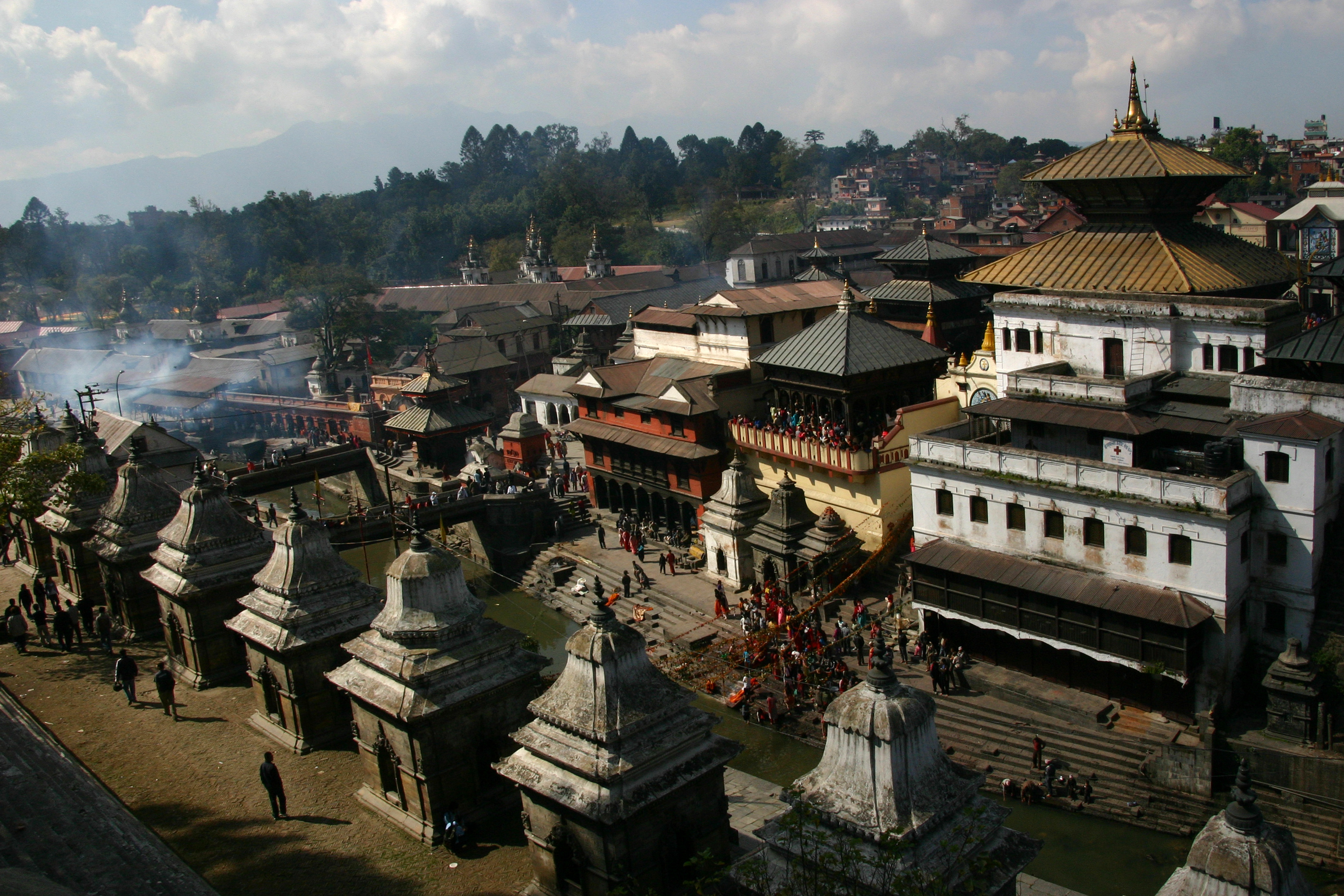
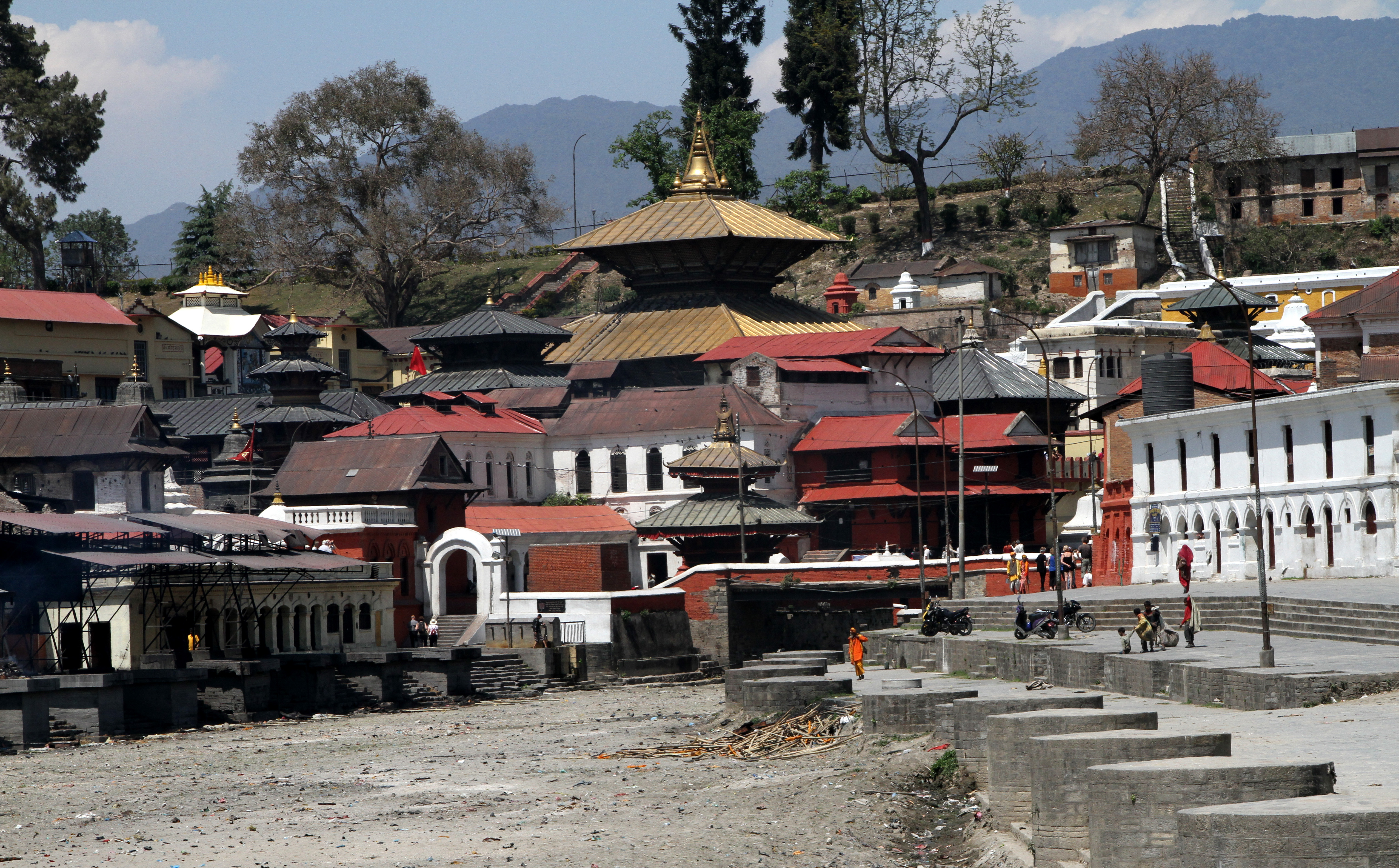
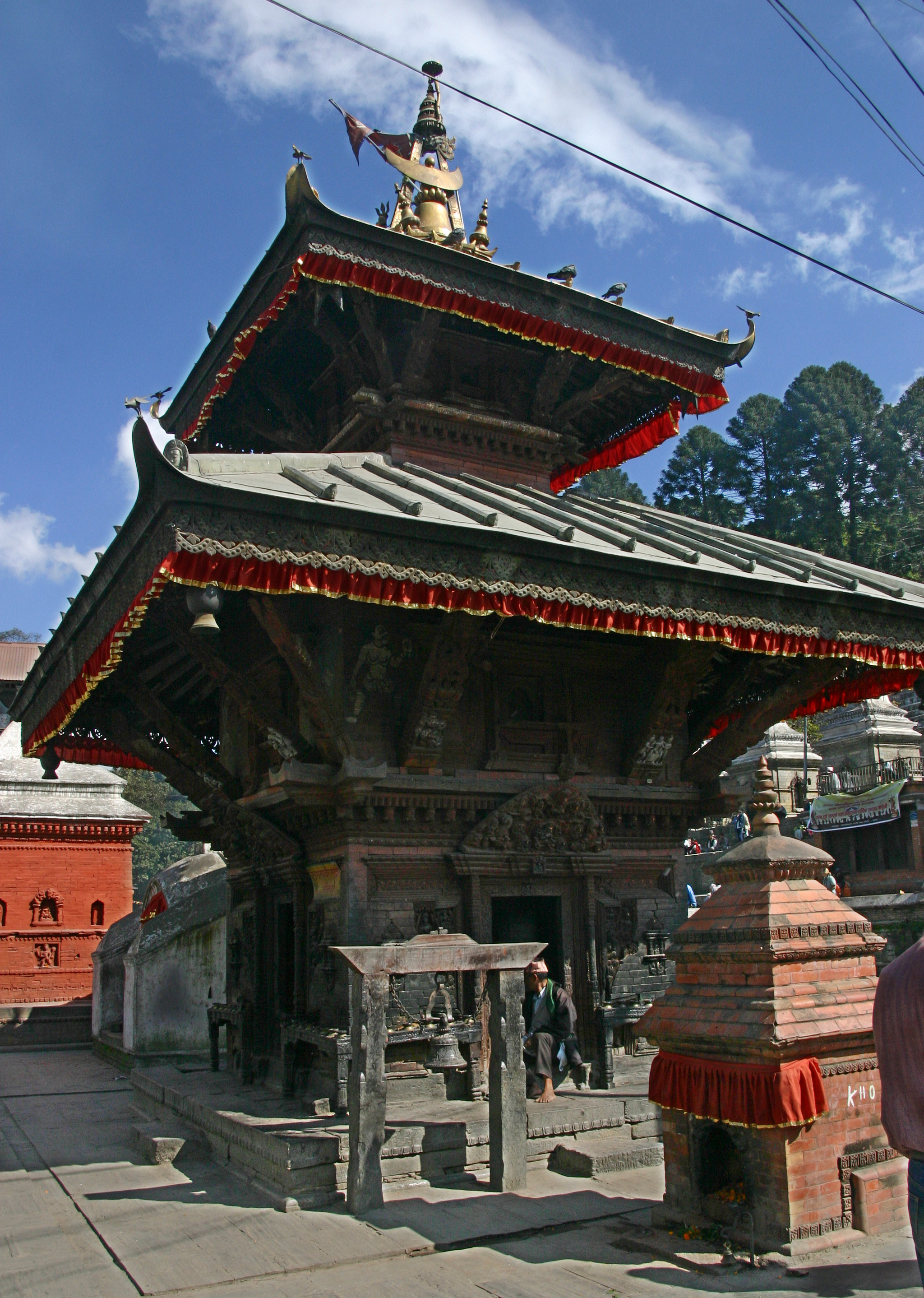
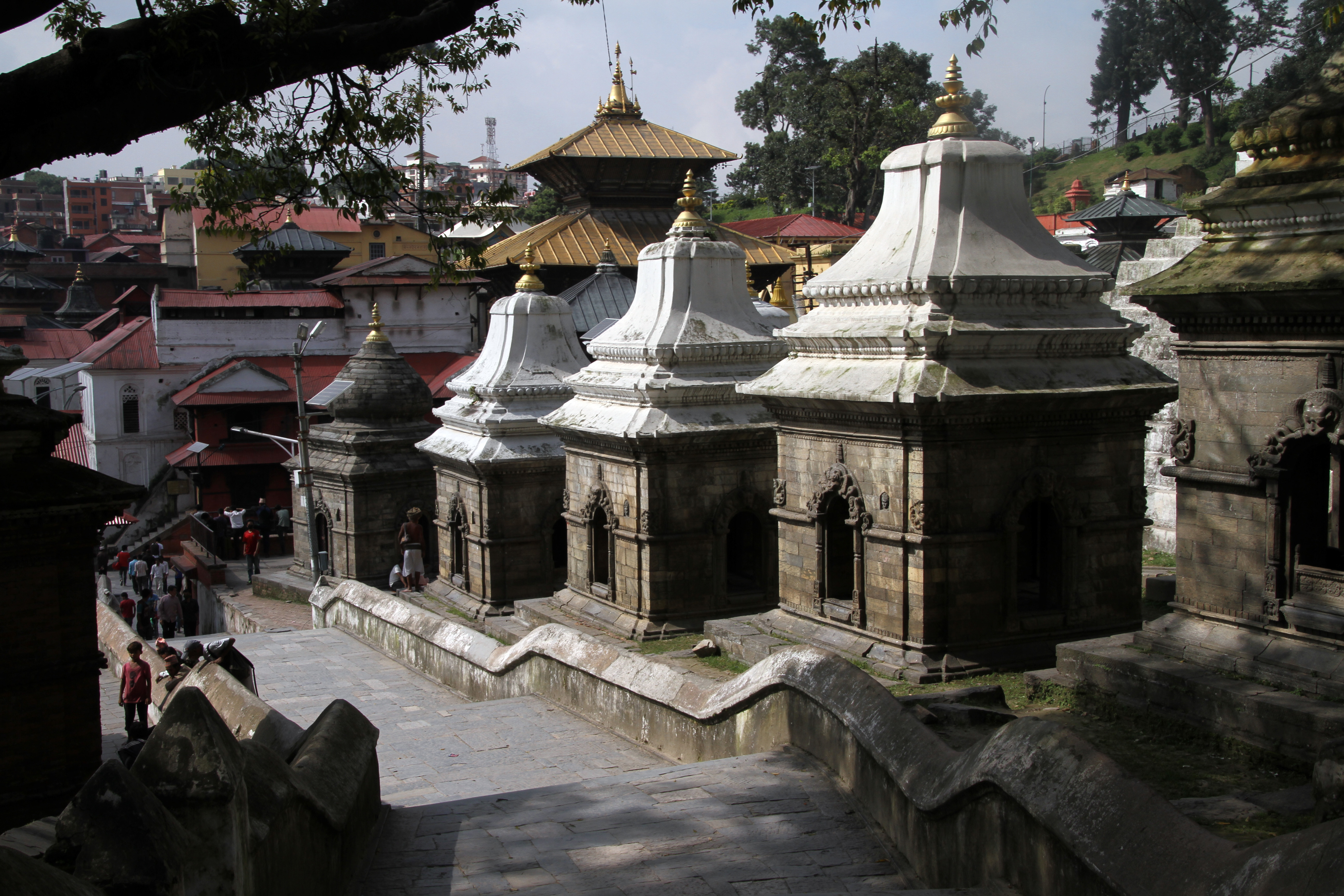
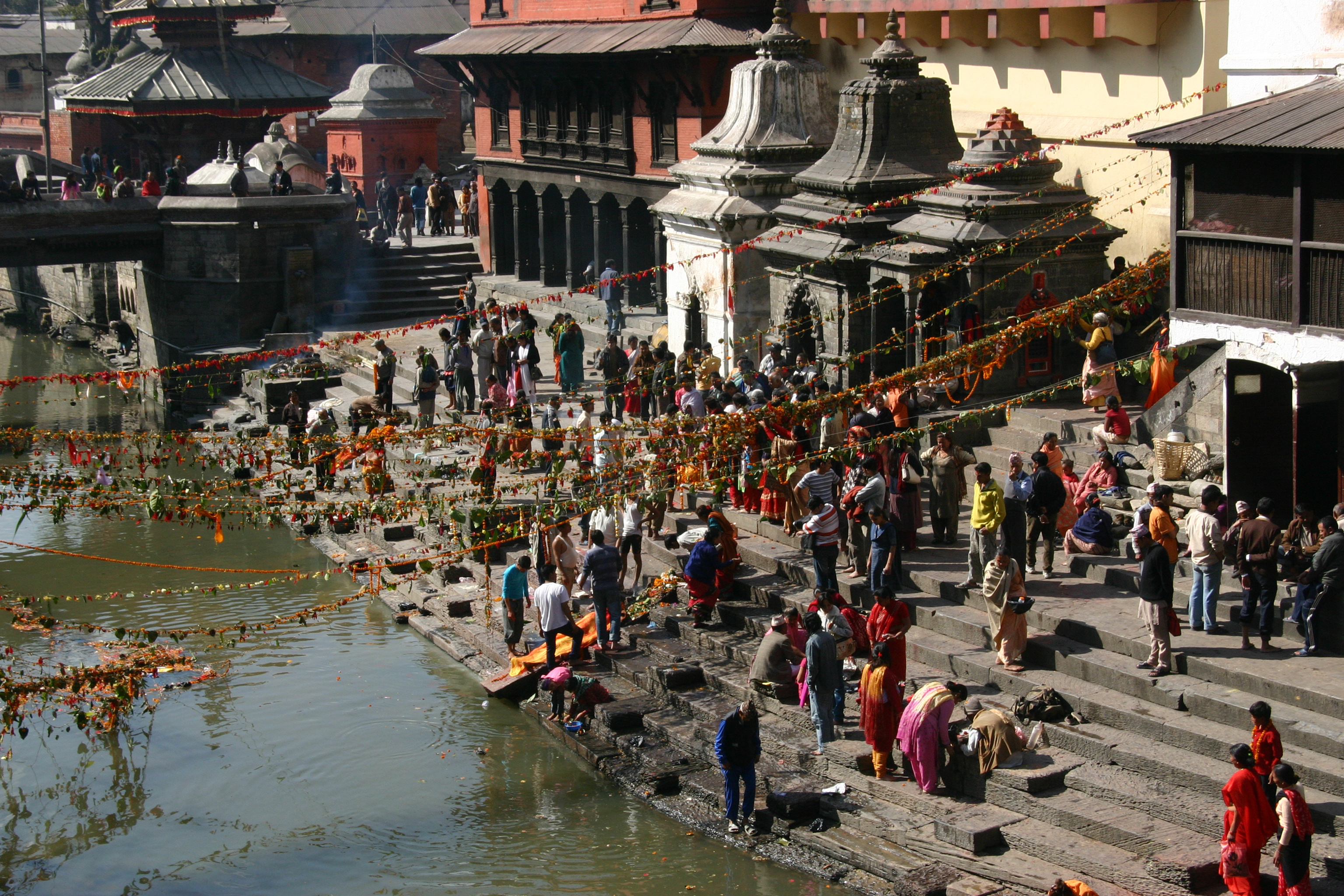
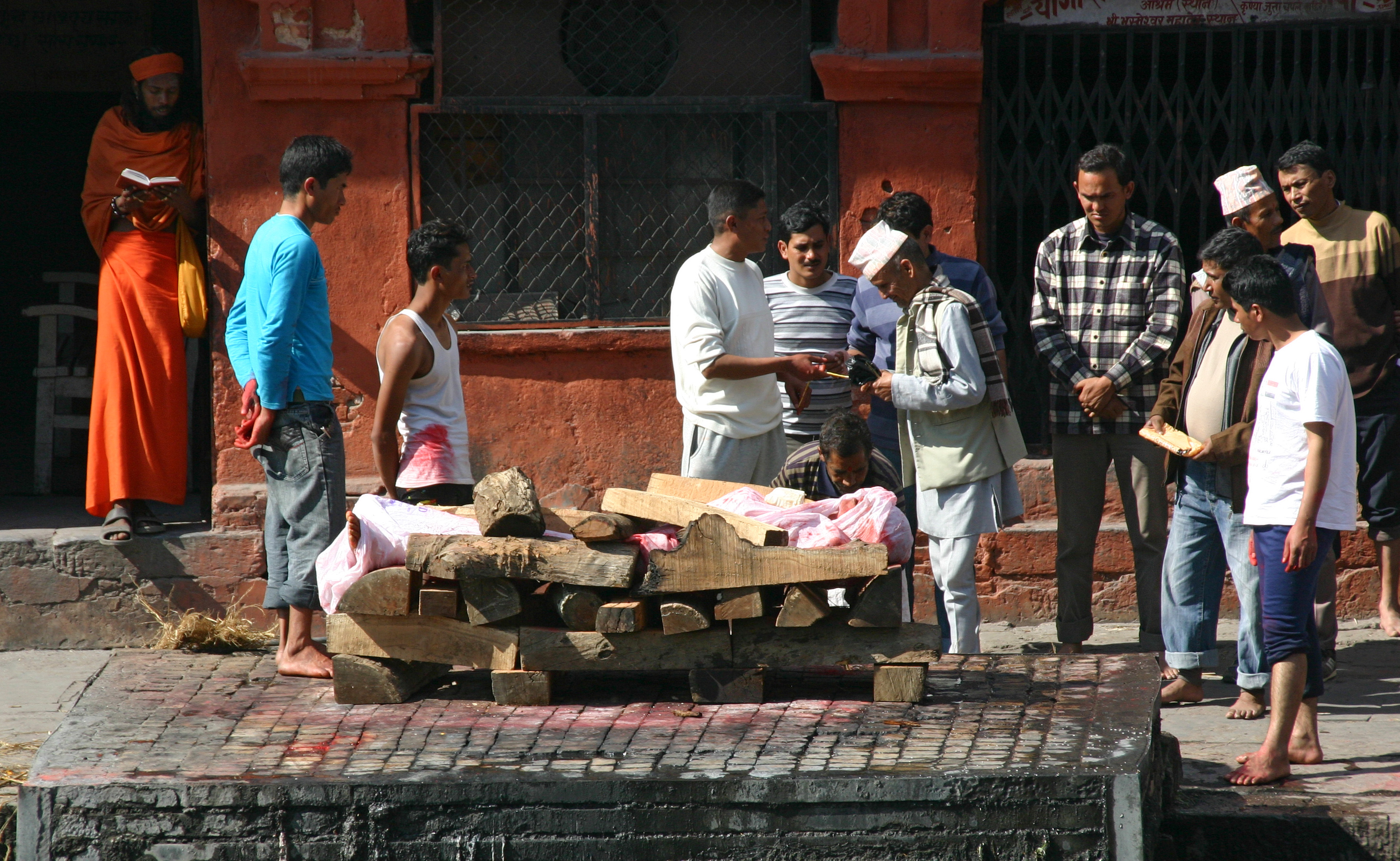
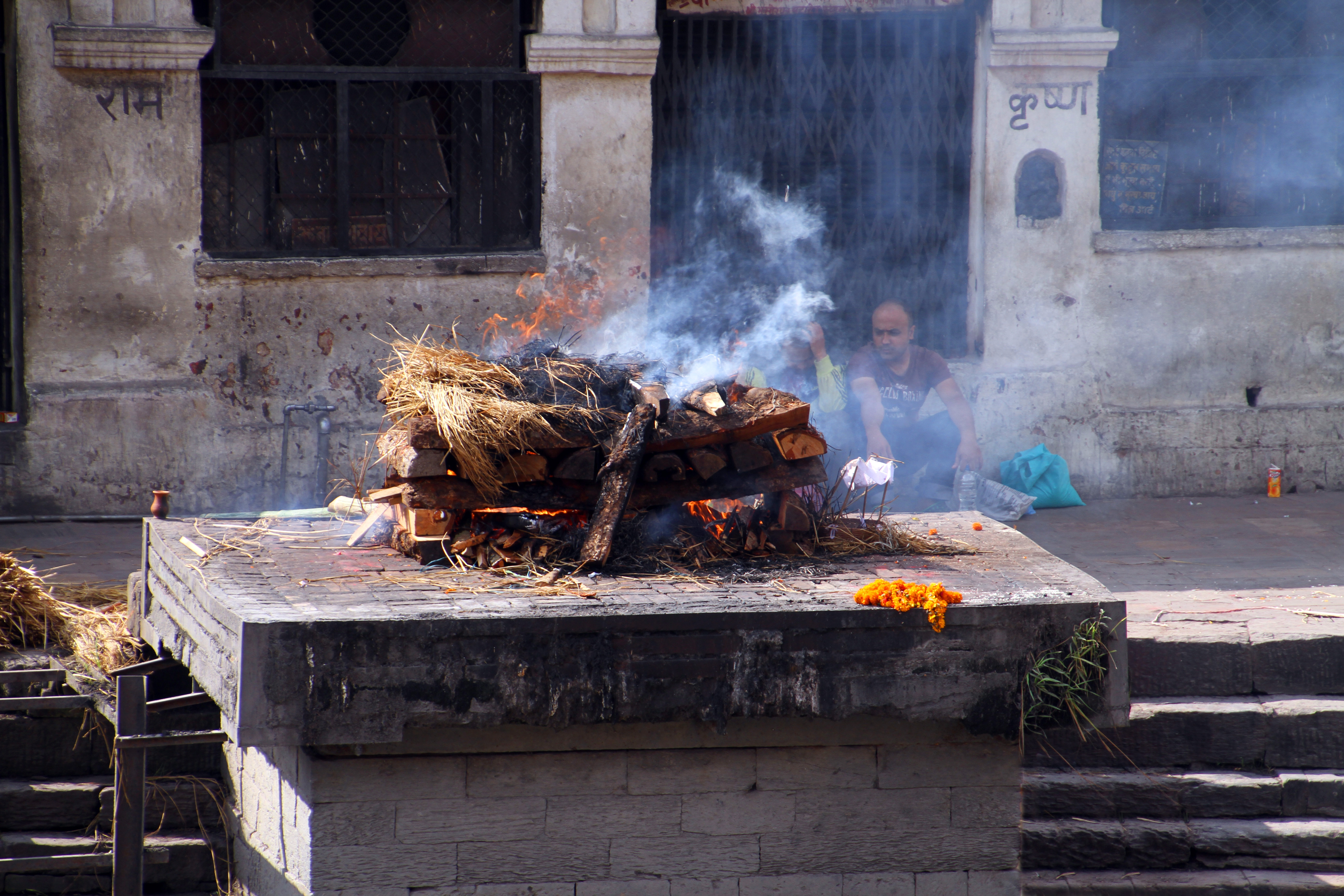
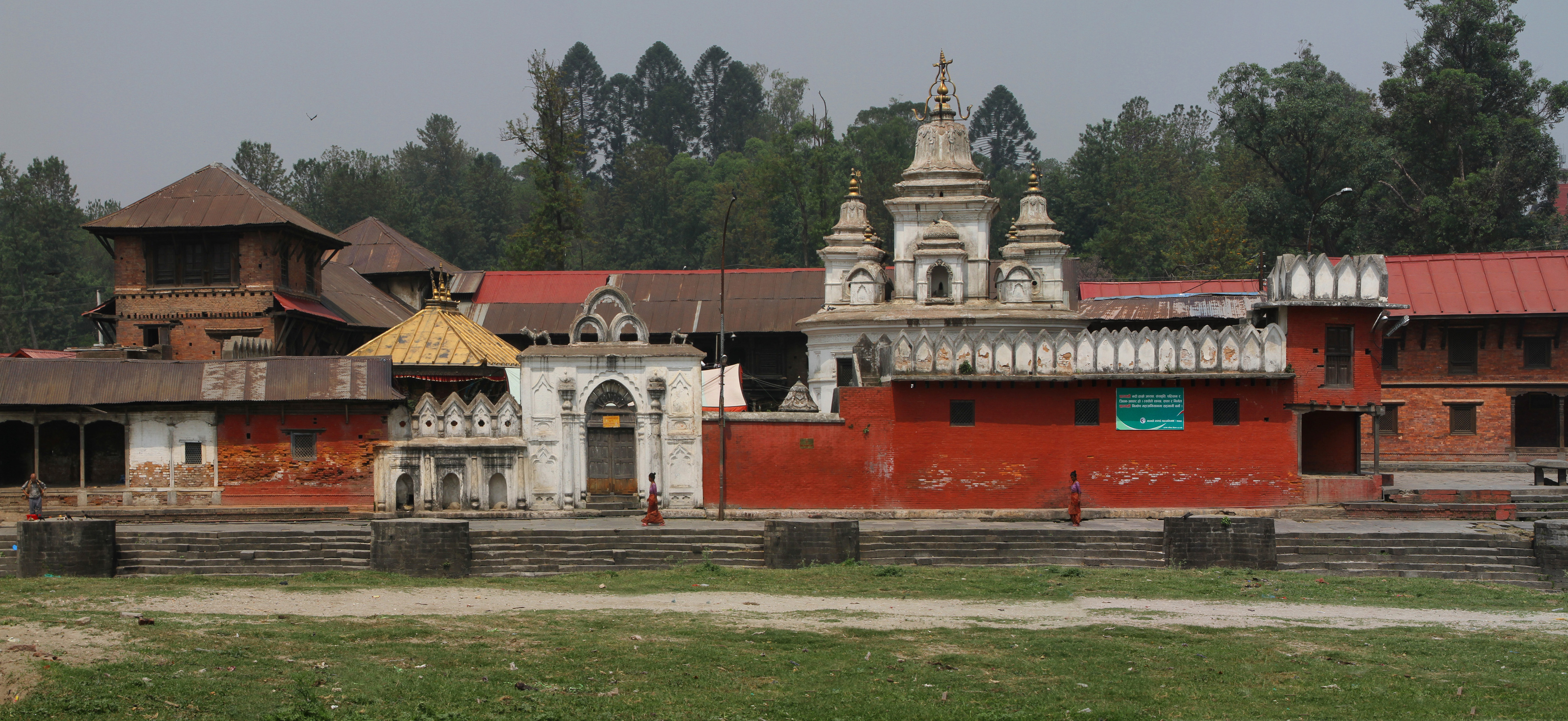